# Jeux sud-asiatiques de 1984
Les Jeux sud-asiatiques de 1984 se sont déroulés à Katmandou, au Népal en 1984. Il s'agit de la 1re édition. 

## Tableau récapitulatif
- Cérémonie d'ouverture : 1984
- Cérémonie de clôture : 1984
- Nations participantes : 7
- Ville hôte : Katmandou
- Pays hôte : Népal
- Sports : 5

## Sports inscrits au programme
- Athlétisme, voir résultats détaillés
- Boxe, voir résultats détaillés
- Football, voir résultats détaillés
- Haltérophilie, voir résultats détaillés
- Natation, voir résultats détaillés

Le nombre d'épreuves est indiqué avec des parenthèses.

## Pays participants
- Inde
- Pakistan
- Bangladesh
- Sri Lanka
- Bhoutan
- Maldives
- Népal (pays hôte)